# Garam Sándor
Garam Sándor, született Graus Sándor (Újpest, 1882. október 30. – Újpest, 1944) szobrászművész.

## Élete
Graus Dávid és Korein Júlia fiaként született. 1910-től 1914-ig Ligeti Miklós, majd Radnai Béla növendéke a Képzőművészeti Főiskolán. Először az 1913–1914. évi téli tárlaton jelentkezett két tanulmányfejjel, 1913–1922 között pedig a Műcsarnokban állította ki tanulmányfejeit. Az 1930-as években egy időre az USA-ba települt át, majd hazatért. Munkaszolgálatosként Újpesten halt meg 1944-ben.
Póttartalékos volt 1905-ben a 6-os vártüzéreknél. 1914. augusztus 1-jén ismét a 6-os vártüzérekhez vonult be. 1915 májusában az orosz harctérre került, ahol öt hónapig küzdött csapattestének harcaiban; ugyancsak öt hónapig harcolt az olasz hadszíntéren is. Az összeomlás a pótkeretnél érte.